# افراتخت (قائم‌شهر)
افراتخت، روستایی از توابع بخش مرکزی شهرستان قائم‌شهر در استان مازندران ایران است.
منابع طبیعی و سفره‌های آب زیر زمینی، به همراه مناطق سرسبز و دلنواز و تاریخی از جمله جنگل شاه طهماسب (به زبان محلی شالتماس) را دارا است.

## جمعیت
این روستا در بیشه‌سر قرار داشته و در آخرین سرشماری دهیاری این روستا صورت گرفته، جمعیت آن حدود ۸۳۰ نفر و ۳۹۰ خانوار بوده‌است.